# 5号弗吉尼亚州州道
維吉尼亞州5號公路5運行在里士滿和威廉斯堡之間。它大部分的距離，一般都是與詹姆斯河的北部平行。它通過在1634年的維吉尼亞殖民地的8個郡(全都是為了紀念國王查理一世 (英國))。包括了查爾斯市縣和詹姆斯市縣。

## 詹姆斯河種植園
一些現存的詹姆斯河種植園是沿著這高速公路。非政府擁有，而且當地人每天開放,和會向遊客收不同的入場費。
從西部到東部列出:
雪莉種植園(Shirley),1613 年被安定，是在維吉尼亞最古老的種植園和在北美洲最古老的擁有這事務的家庭，建於1638年。自1738 年以後，這種植園就一直由Hill和他們的後裔管理。1793年出生在雪莉種植園的有聯盟國將軍羅伯特·李的母親。雪莉種植園被選定為全國歷史性古蹟。它的開放時間為每日上午9:00到下午5:00。
柏克來種植園是獨立聲明的簽名人和美國總統的出生地。他就是班哲明，柏克來建造者的兒子和種植園的第二個擁有者,和三次當上了維吉尼亞的州長。威廉·亨利·哈里森是班哲明的第三個兒子，第九任美國總統,1841年。他的孫子, 班哲明‧哈里森是第23任總統。在1619年12月4日，早期英國殖民者來到了柏克，舉行了第一個正式的感恩節。它的開放時間為每日上午8:00到下午5:00。
韋士托夫種植園在大約1730由威廉修建，他是里士滿的創建者。它的特顯地方是它的隱藏的甬道、壯觀的庭院和細膩的建築。它的開放時間為每日上午9點到下午6點，但房子就不是對外開放的。